# John Rawlinson
John Rawlinson, né le 21 décembre 1860 à New Alresford (Angleterre) et mort le 14 janvier 1926 à Londres (Angleterre), est un footballeur anglais, qui évoluait au poste de gardien de but à Old Etonians et en équipe d'Angleterre, avant d’être député conservateur de l’Université de Cambridge de 1906 à 1926.
Rawlinson a reçu une sélection avec l'équipe d'Angleterre en 1882.

## Carrière de joueur
- Cambridge University
- Wanderers FC
- Old Etonians
- Corinthian  [1]

## Palmarès

### En équipe nationale
- 1 sélection et 0 but avec l'équipe d'Angleterre en 1882.

### Avec Old Etonians
- Vainqueur de la Coupe d'Angleterre de football en 1882.
- Finaliste de la Coupe d'Angleterre de football en 1881 et 1883.